# Cuthbert
Cuthbert – miasto w Stanach Zjednoczonych, w stanie Georgia, siedziba administracyjna hrabstwa Randolph.